# Haripur (Sarlahi)
Haripur (nepalski: हरिपुर) – gaun wikas samiti w środkowej części Nepalu  w strefie Dźanakpur w dystrykcie Sarlahi. Według nepalskiego spisu powszechnego z 2001 roku liczył on 1783 gospodarstw domowych i 10478 mieszkańców (5127 kobiet i 5351 mężczyzn).